# Plumas County
Plumas County ist ein County in der Sierra Nevada im Bundesstaat Kalifornien der Vereinigten Staaten. Der Verwaltungssitz (County Seat) ist Quincy, die einzige incorporated city ist Portola.

## Geographie
Das County hat eine Gesamtfläche von 6769 Quadratkilometern. Davon sind 155 Quadratkilometer (2,29 Prozent der Gesamtfläche) Wasserfläche. Es grenzt im Uhrzeigersinn an die Countys: Lassen County, Sierra County, Yuba County, Butte County, Tehama County und Shasta County.

## Geschichte
Das Nevada County wurde 1854 aus Teilen des Butte County gegründet. Teile des Countys wurden 1864 aber an das Lassen County abgetreten. Benannt wurde es nach dem Fluss Feather River, dessen spanischer Name Rio de las plumas ist, das so viel heißt wie Fluss der Federn.
5 Bauwerke und Stätten des Countys sind im National Register of Historic Places eingetragen.

## Demografische Daten

Alterspyramide des Plumas Countys

Nach der Volkszählung im Jahr 2000 lebten im Plumas County 20.824 Menschen. Es gab 9000 Haushalte und 6047 Familien. Die Bevölkerungsdichte betrug 3 Einwohner pro Quadratkilometer. Ethnisch betrachtet setzte sich die Bevölkerung zusammen aus 91,78 % Weißen, 0,62 % Afroamerikanern, 2,55 % amerikanischen Ureinwohnern, 0,53 % Asiaten, 0,10 % Bewohnern aus dem pazifischen Inselraum und 1,81 % aus anderen ethnischen Gruppen; 2,61 % stammten von zwei oder mehr ethnischen Gruppen ab. 5,65 % der Bevölkerung waren spanischer oder lateinamerikanischer Abstammung.
Von den 9000 Haushalten hatten 26,40 % Kinder und Jugendliche unter 18 Jahre, die bei ihnen lebten. 55,40 % waren verheiratete, zusammenlebende Paare, 8,00 % waren allein erziehende Mütter. 32,80 % waren keine Familien. 27,50 % waren Singlehaushalte und in 10,10 % lebten Menschen im Alter von 65 Jahren oder darüber. Die Durchschnittshaushaltsgröße betrug 2,29 und die durchschnittliche Familiengröße lag bei 2,77 Personen.
Auf das gesamte County bezogen setzte sich die Bevölkerung zusammen aus 22,70 % Einwohnern unter 18 Jahren, 6,00 % zwischen 18 und 24 Jahren, 22,60 % zwischen 25 und 44 Jahren, 30,80 % zwischen 45 und 64 Jahren und 17,90 % waren 65 Jahre alt oder darüber. Das Durchschnittsalter betrug 44 Jahre. Auf 100 weibliche Personen kamen 99,80 männliche Personen, auf 100 Frauen im Alter ab 18 Jahren kamen statistisch 97,90 Männer.
Das jährliche Durchschnittseinkommen eines Haushalts betrug 36.351 USD, das Durchschnittseinkommen der Familien betrug 46.119 USD. Männer hatten ein Durchschnittseinkommen von 38.742 USD, Frauen 25.734 USD. Das Prokopfeinkommen betrug 19.391 USD. 13,10 % Prozent der Bevölkerung und 9,00 % der Familien lebten unterhalb der Armutsgrenze. 16,70 % davon waren unter 18 Jahre und 6,40 % waren 65 Jahre oder älter.

## Orte im County
Neben der Stadt Portola bestehen im Plumas County folgende sogenannte census-designated places (CDPs).
- Almanor
- Beckwourth
- Belden
- Blairsden
- Bucks Lake
- C-Road
- Canyondam
- Caribou
- Chester
- Chilcoot-Vinton
- Clio
- Crescent Mills
- Cromberg
- Delleker
- East Quincy
- East Shore
- Gold Mountain
- Graeagle
- Greenhorn
- Greenville
- Hamilton Branch
- Indian Falls
- Iron Horse
- Johnsville
- Keddie
- La Porte
- Lake Almanor Country Club
- Lake Almanor Peninsula
- Lake Almanor West
- Lake Davis
- Little Grass Valley
- Mabie
- Meadow Valley
- Mohawk Vista
- Paxton
- Plumas Eureka
- Prattville
- Quincy (County Seat)
- Spring Garden
- Storrie
- Taylorsville
- Tobin
- Twain
- Valley Ranch
- Warner Valley
- Whitehawk